# Barbu tchèque
Le barbu tchèque (Ceský Fousek)  est une race de chien originaire de République tchèque. C'est un chien de type griffon de taille moyenne, à poil dur. C’est un chien de chasse polyvalent.

## Historique
Avant la Première Guerre mondiale, le barbu tchèque est la race de chien d'arrêt la plus répandue sur les territoires de Bohême et de Moravie de l'ex-Autriche-Hongrie. La guerre a décimé les populations et la race a failli disparaître. Le barbu tchèque actuel descend donc de quelques sujets typiques qui ont permis de régénérer la race. Le barbu tchèque est une race populaire aujourd'hui en République tchèque et en Slovaquie où elle se classe en deuxième position des chiens de races les plus employés,.

## Standard

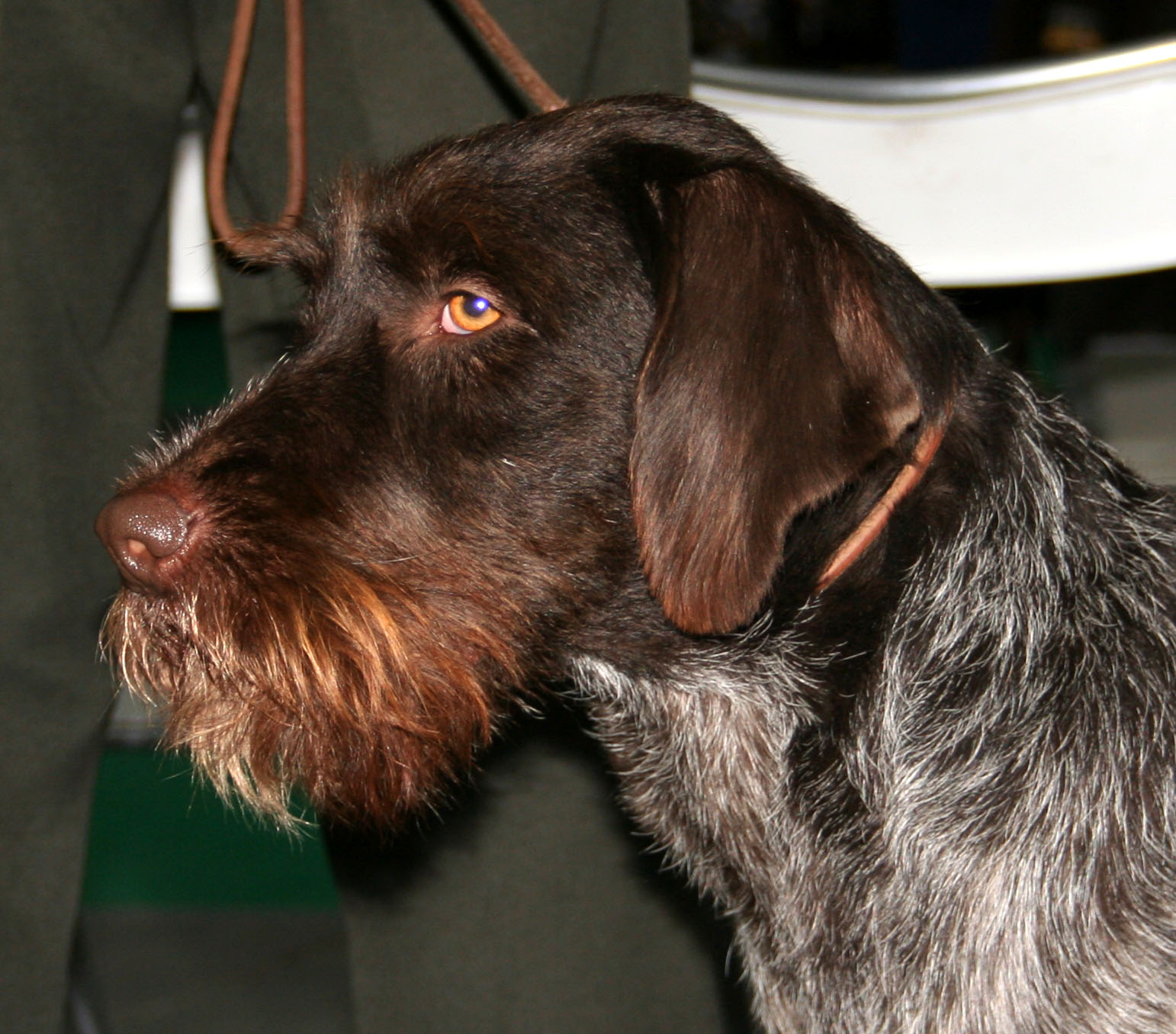
La barbe de poils sur le museau est caractéristique de la race.

Le barbu tchèque est un chien de taille moyenne, à l'allure noble et solide. Le dos court et trapu s'incline vers la croupe, le garrot est bien marqué. La queue est portée horizontale ou très légèrement relevée, elle prolonge la ligne du dos. Elle est écourtée des trois cinquièmes de sa longueur. Le museau s'amincit en partant des yeux vers la large truffe. Les yeux sont en forme d’amande. Les oreilles tombantes sont attachées très haut. Leur base est large et elle s'effile vers la pointe. 
La robe comporte un sous-poil doux et dense, de 1,5 cm de long, qui empêche l’humidité d’atteindre la peau et tombe presque entièrement en été, un poil de couverture dur et dru de 3 à 4 cm de long et des soies dures et droites de 5 à 7 cm de long. Le poil est plus court et dur sur la face antérieure des membres tandis qu'il forme des franges sur la face postérieure. Le poil forme une barbe et des sourcils marqués sur une face au poil plus courts. Les couleurs de la robe sont le rouan foncé, avec ou sans plaques brunes, le brun avec des taches tiquetées sur le poitrail et la partie inférieure des membres et le brun unicolore.

## Caractère
Le standard FCI du barbu tchèque ne donne aucun tempérament typique de la race. Le barbu tchèque a un fort tempérament, facile à mener et attaché à son maître.

## Utilité
Le barbu tchèque est un chien de chasse polyvalent, qui peut travailler aux champs, à l’eau et dans les bois. Il a d'instinct du mordant pour les animaux nuisibles.
D'un tempérament fort, il est déconseillé pour la vie en appartement.